# Studio 10
Studio 10 is gevestigd in het Media Park van Hilversum en wordt gezamenlijk beheerd door Ericsson en de NOS. Deze studio bevindt zich één verdieping lager dan Studio 8.
Studio 10 is compacter van formaat en dient als de opnameplek voor de ochtend-, middag- en vroegere avondjournaals. Het decor van deze studio biedt een achtergrondweergave van de redactieruimte van de NOS. De studio is ook gevestigd bij de redactieruimte en kan daarom ook snel worden ingezet voor (extra) uitzendingen. Omdat er zicht is op de redactieafdeling, wordt deze studio ook de 'vissenkom' genoemd.

## Indringer
Op 29 januari 2015 was Studio 10 het toneel van een ongewenste bezoeker. Deze persoon had eigenlijk de intentie om zendtijd te verkrijgen in het achtuurjournaal, dat normaliter vanuit Studio 8 wordt uitgezonden. De alerte beveiligingsmedewerker leidde de indringer echter naar Studio 10, die op dat moment leeg was. Tegelijkertijd werd er op de andere verdieping in Studio 10 het aankomende Acht Uur Journaal door Herman van der Zandt gerepeteerd dat afgebroken werd vanwege de ontruiming. Uiteindelijk werd de indringer door een arrestatieteam overmeesterd. De beelden zijn niet live op televisie uitgezonden, maar werden later wel vertoond.